# Agrotis lineata
Agrotis lineata là một loài bướm đêm trong họ Noctuidae.